# Suma Oriental
A Suma Oriental é uma obra escrita em 1515 por Tomé Pires (c.1465 – c.1540) com a primeira descrição europeia da Malásia e a mais antiga e extensa descrição portuguesa do Oriente. Tomé Pires foi um destacado boticário português que viveu no Oriente no Século XVI, sendo enviado para a Índia, em 1511, como Feitor das Drogas em Cananor. A sua missão consistia em analisar, seleccionar e adquirir as drogas orientais, destinadas às naus da Carreira da Índia. Também foi o primeiro embaixador português enviado à China. 
A Suma Oriental  descreve as plantas, drogas medicinais do Oriente e além de aspectos medicinais descreve também exaustivamente todos os portos de comércio, de interesse potencial para os portugueses recém-chegados ao Oceano Índico, elegendo como objectivo principal as informações de carácter comercial. Descreve nomeadamente todos os produtos comerciados em cada reino e em cada porto, assim como as respectivas origens e os mercadores que os traficam. Este estudo, que antecede o de Garcia da Orta, foi descoberto na década de 1940 pelo historiador Armando Cortesão, após uma longa busca, que a editou em 1944 em inglês.